# Juan L. Ortiz
Juan Laurentino Ortiz (Puerto Ruiz, 11 de junio de 1896-Paraná, 2 de septiembre de 1978) fue un poeta y traductor argentino, considerado por el escritor Juan José Saer como «el más grande poeta argentino del siglo XX».

## Biografía

### Vida
Juan Laurentino Ortiz nació el 11 de junio de 1896 en Puerto Ruiz, departamento de Gualeguay, provincia de Entre Ríos, Argentina, y pasó sus primeros años de vida en las selvas de Montiel, un paisaje que marcó su poesía. Luego de vivir parte de su infancia y primera adolescencia en Villaguay, regresa a Gualeguay en 1910. Estudia en la Escuela Normal Mixta de Maestros. Siendo un adolescente viaja a Buenos Aires en 1913, cursa brevemente la carrera de Filosofía y participa de la bohemia literaria porteña de los años veinte,  donde traba amistad con figuras como Salvadora Medina Onrubia y Manuel Ugarte. En 1915 Ortiz vuelve a su provincia natal, y en 1924 se casa con Gerarda Irazusta, con quien tuvo un hijo, Evar Ortiz. Aunque se consideraba socialista, y llegó a integrar un comité de solidaridad con la Segunda República Española durante la guerra civil que dividió a España en los años 30, se mantuvo apartado de los grandes movimientos políticos y sociales de Buenos Aires.
Residió en la ciudad de Gualeguay hasta 1942, año en el que se jubiló de su empleo en el Registro Civil de la ciudad y se trasladó a la capital de la provincia entrerriana, Paraná, donde se instaló definitivamente, «para estar más cerca del movimiento, de la gente», según declaró él mismo a Alicia Dujovne Ortiz en una entrevista que esta le hizo en 1978. En 1957, Ortiz realizó su único viaje al exterior como parte de una comisión de intelectuales argentinos financiada por el Partido Comunista Argentino que recorrió China y la Unión Soviética, invitado por el gobierno chino.
Falleció el 2 de septiembre de 1978 en la ciudad de Paraná, a los 82 años de edad.

### Trayectoria literaria
Los primeros libros de Ortiz fueron impresos y distribuidos por él mismo entre amigos y lectores conocidos, por lo que su obra tuvo poca difusión y no fue hasta 1933 que alentado por su amigo Carlos Mastronardi, editó su primer poemario, El agua y la noche, con poemas escritos entre 1924 y 1932. Lo mismo ocurrió con el segundo, El alba sube..., publicado cuatro años después, en 1937. En los años siguientes, la publicación de sus libros fue mejor organizada, lo que permitió que Ortiz tuviera una mayor difusión: El ángel inclinado (1938), La rama hacia el este (1940), El álamo y el viento (1948), El aire conmovido (1949), La mano infinita (1951), La brisa profunda (1954) El alma y las colinas (1956) y De las raíces y del cielo (1958). 
Comenzó a llamárselo, en los círculos literarios de la capital, «Juanele», fumaba en largas boquillas de caña y publicaba sus poemas, de versos extensos, en libros de tipografía minúscula, cuidando hasta el extremo todos los aspectos de la edición, característica que tendió a ser respetada en subsiguientes ediciones. Su reputación de poeta de culto llegó hasta la provincia de Santa Fe, donde, entre otros, residía el escritor Juan José Saer, quien visitó frecuentemente a Ortiz junto con otros admiradores. Los simbolistas franceses y la poesía oriental influyeron en su obra, caracterizada por la delicadeza y la disposición contemplativa, que alude siempre al río, los árboles, las inundaciones y los cambios climáticos, sin eludir la historia social de su provincia natal (sede de importantes frigoríficos desde comienzos del siglo XX), mostrando siempre una especial sensibilidad por el drama de la pobreza y, en particular, por los niños que la sufren en su inocencia.
Después de más de diez años sin publicar, en 1971 la Biblioteca Vigil de Rosario reunió la poesía completa de Ortiz en tres volúmenes, bajo el título de En el aura del sauce, que incluyó tres poemarios hasta entonces inéditos, El junco y la corriente, La orilla que se abisma y El Gualeguay. Este último, su poema más extenso, de 2639 versos, es, a la vez, una narración de aquel paisaje y de los sucesos históricos y económicos que se produjeron en las riberas de uno de los ríos de la provincia de Entre Ríos. 
En el año 2006, la editorial Beatriz Viterbo editó en libro el poema El Gualeguay, en una edición al cuidado de Sergio Delgado, quien, también, preparó la edición critica de su obra completa en 1996, publicada por la Universidad del Litoral, que incluye textos inéditos, prosas, reseñas y aproximaciones críticas a cargo de especialistas como Daniel García Helder, Sergio Delgado y Martín Prieto .
Además de su carrera como escritor, Ortiz se destacó como traductor de poetas como Paul Eluard, Giuseppe Ungaretti, Ezra Pound y algunos poetas chinos.
En el 2021 se publicó el ensayo biográfico La casa de los pájaros, Notas sobre la vida y la obra de Juan L Ortiz, escrito por Mario Nosotti, editado por la Universidad Nacional del Litoral. En ese mismo año aparece una nueva edición de En el aura del sauce, en dos tomos que amplían la edición de 1996 y que incluyen traducciones, correspondencia, una nueva cronología, y nuevos estudios críticos sobre diversos aspectos de su obra.

## Obras

### Poesía
- El agua y la noche (1933)
- El alba sube... (1937)
- El ángel inclinado (1938)
- La rama hacia el este (1940)
- El álamo y el viento (1948)
- El aire conmovido (1949)
- La mano infinita (1951)
- La brisa profunda (1954)
- El alma y las colinas (1956)
- De las raíces y del cielo (1958)
- En el aura del sauce (1971) (incluye El junco y la corriente, El Gualeguay y La orilla que se abisma)
- En el aura del sauce, Obra completa (1996) (2021)